# Spindelmäher

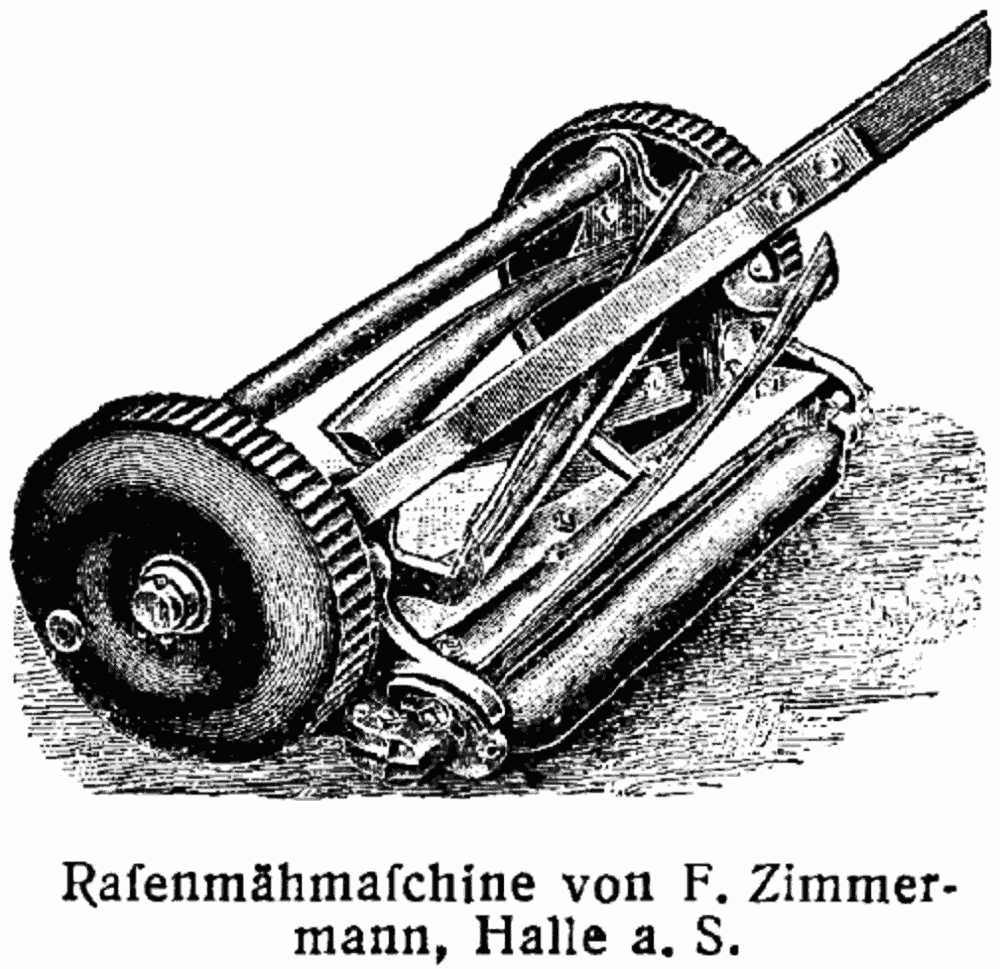
Handbetriebener Spindelmäher

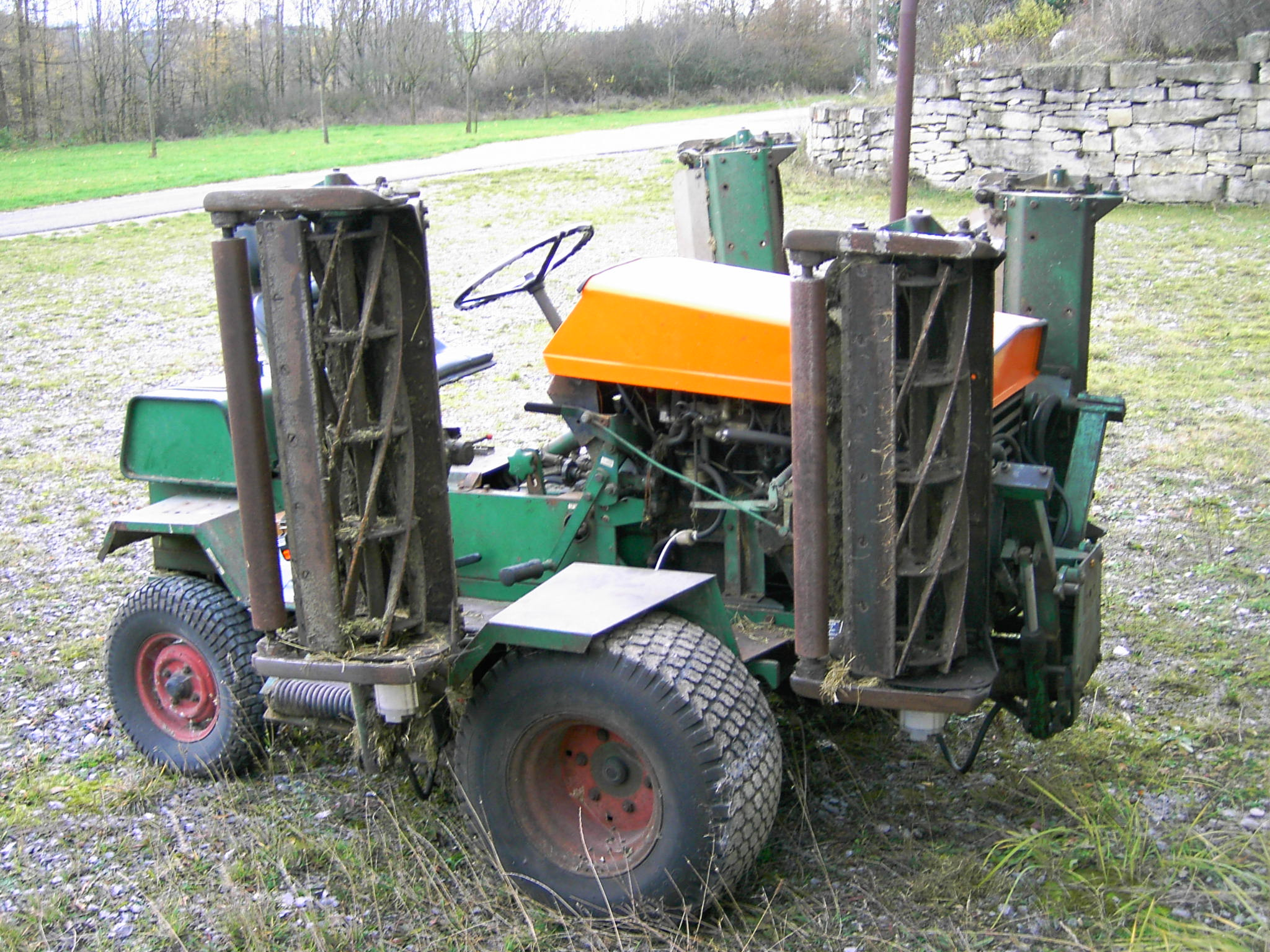
Moderner Aufsitzspindelmäher

Ein Spindelmäher ist ein traditioneller Rasenmäher, der Gräser mithilfe einer messerbesetzten Spindel schneidet. Handbetriebene Modelle werden von Gartenbesitzern häufig für kleinere Rasenflächen eingesetzt.

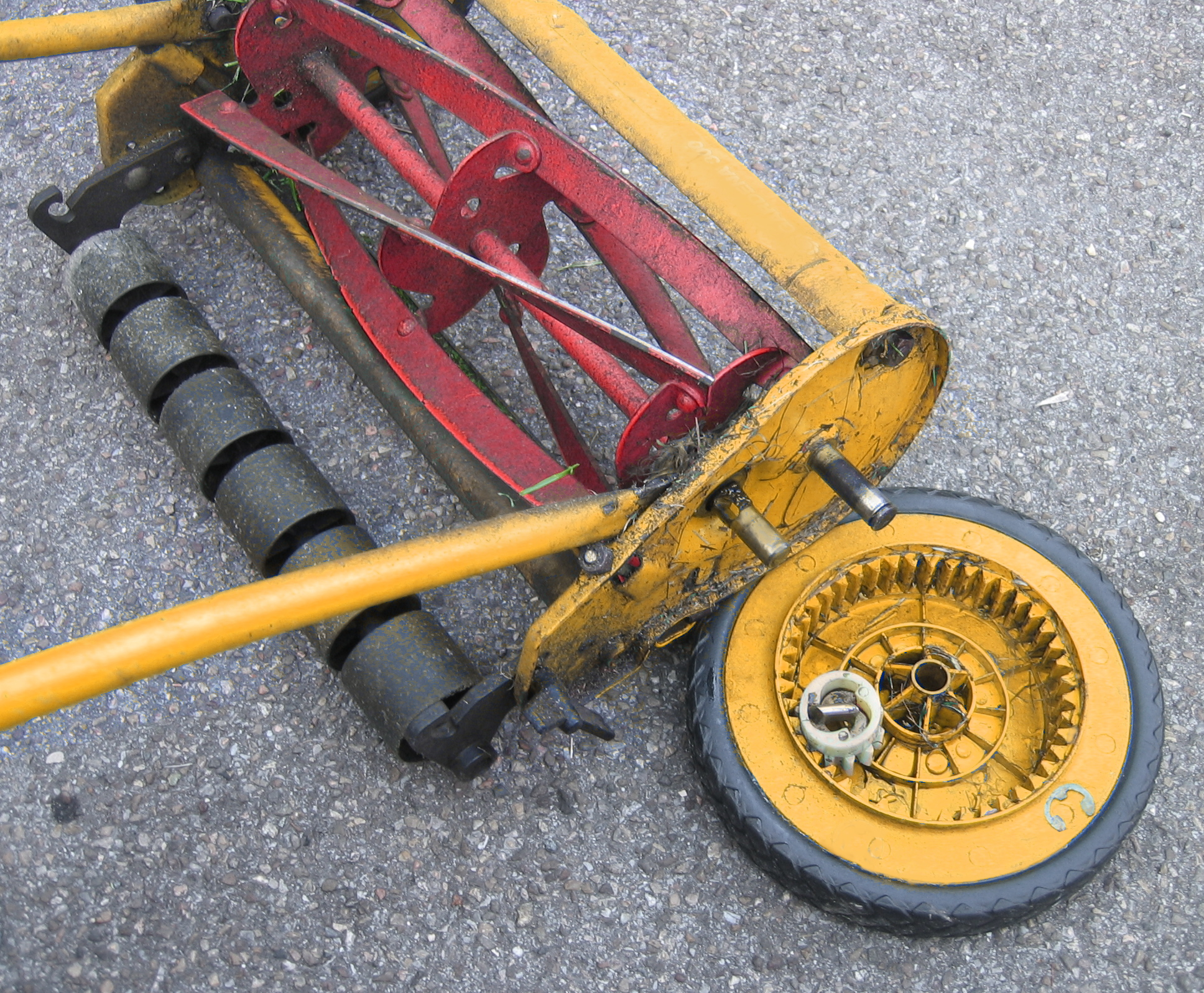
Getriebe eines passiven Spindelmähers:
Ein Hohlrad treibt das weiße Zahnrad auf der Achse der Spindel an, welches eine Sperrklinke gegen Rückwärtsdrehen enthält.

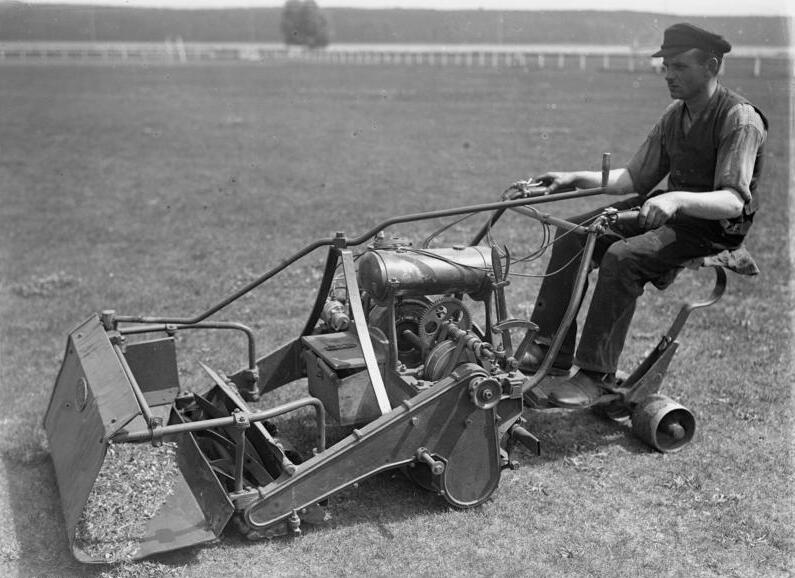
Grasmähmaschine beim Mähen einer öffentlichen Anlage in Berlin 1930

## Funktionsweise
Die rotierende Spindel (mit waagrechter Achse, Ausrichtung 90° zur Bewegungsrichtung des Mähers) ist an ihrem Umfang mit in einer leichten Schraubenlinie verlaufenden Messern (Schnittblättern) versehen. Diese laufen an einem parallel zur Rotationsachse der Spindel angeordneten, feststehenden Gegenmesser vorbei. Nach dem Scherenprinzip wird hierdurch der Grashalm erst erfasst und dann abgeschnitten. Der Abstand des Gegenmessers vom Boden bestimmt die Schnitthöhe. Die hinter dem Untermesser als Abstandshalter angebrachten Stützrollen führen beim wechselseitigen Mähen aufgrund der verbleibenden Neigung der Grashalme zu dem für Spindelmäher charakteristischen Streifenmuster, welches vor allem auf Fußballplätzen bei frisch gemähtem Rasen beobachtet werden kann. Die Zahl der Messer an der Spindel und auch das Arbeitstempo – es darf nicht zu langsam gemäht werden – bestimmen die Schnittqualität. Einfache handbetriebene Einstiegsmodelle haben lediglich fünf oder sechs Messer. Die Schnittbreite eines Spindelmähers beträgt zwischen 35 und 76 cm. Neben den handbetriebenen werden auch elektrische Spindelmäher mit Akku angeboten.  Für große Flächen gibt es Aufsitzmäher mit mehreren Mähwerken nebeneinander.

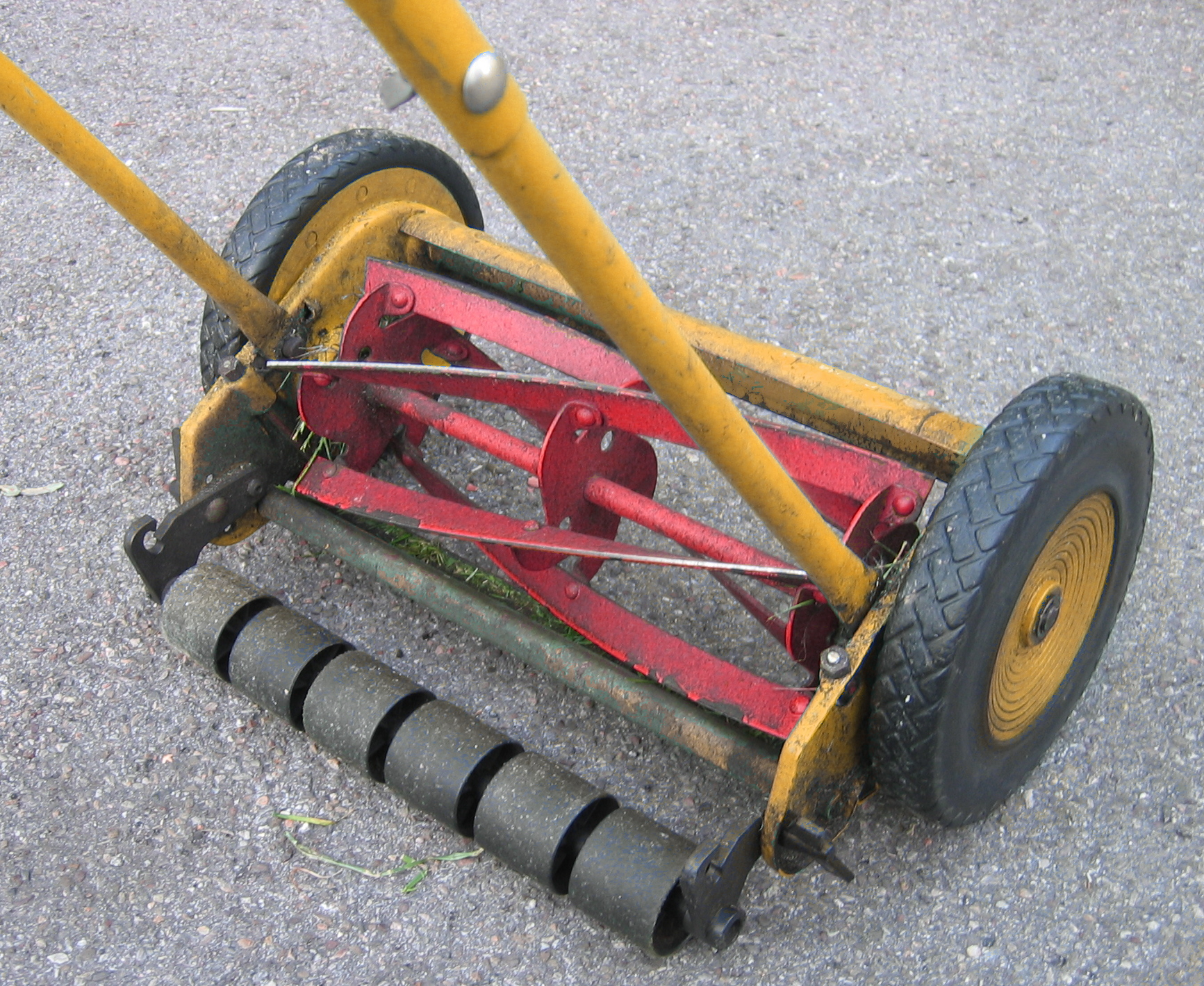
Stehendes Messer unten, laufende Messer auf der Spindel (rot), und Schnitthöheneinstellung durch Klappwinkel der Stützrollen (schwarz) fixiert mit Flügelmuttern (hinter dem Rad).

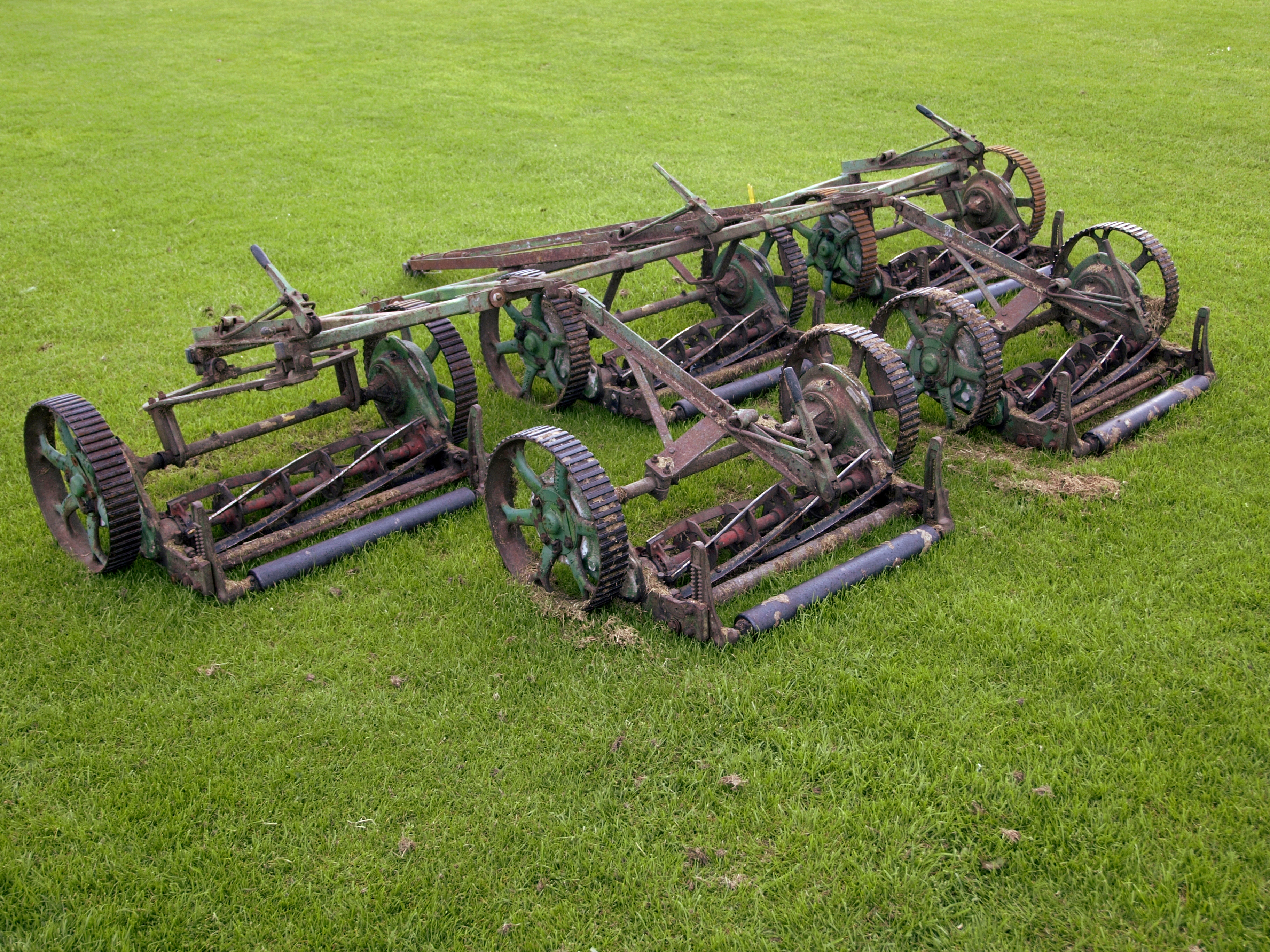
Gekoppelte Spindelmäher zum Einsatz auf großen Flächen.

## Einsatzgebiet
Spindelmäher werden hauptsächlich professionell auf Golfplätzen, Sportplätzen und in Parkanlagen eingesetzt. Es gibt aber auch Geräte für den ambitionierten privaten Rasenliebhaber, der seinen Rasen auf einer für Privatgärten geeigneten Höhe von 25 bis 40 Millimetern halten möchte. Für den professionellen Einsatz gibt es verbrennungsmotorbetriebene Spindelmäher verschiedener Größen, die mit einem Seilzug gestartet werden oder zum Teil über einen Elektrostarter verfügen. Golfgreens z. B. werden täglich mit Zehn- oder Zwölfblatt-Spindeln auf eine Höhe von zwei bis fünf Millimetern geschnitten. Der dadurch entstandene Schnitt ist so genau, dass die Grashalme nicht ausgefranst, sondern glatt abgeschnitten werden. Dies verhindert ein Austrocknen der Gräser und das Braunwerden der Grasspitzen. Deshalb gibt es bis heute keine schonendere Methode, um Rasenflächen zu schneiden. 
Der Einsatz eines Spindelmähers ist allerdings an erheblich engere Rahmenbedingungen gebunden als bei allen anderen Rasenmähern. So muss das Gelände vergleichsweise eben sein. Auch müssen die Schnitte in relativ kurzen Abständen erfolgen, ein wöchentlicher Rhythmus stellt die obere Grenze dar. Der häufige Schnitt führt zu einem vermehrten Wasserverlust der Grashalme über die Schnittfläche, was ein künstliches Bewässern der Rasenflächen erfordert. Demzufolge werden Spindelmäher eher in Gebieten mit höheren Niederschlägen (England, Australien) verwendet. Da die rotierende Spindel die Grashalme von oben her „einfängt“, kann Gras mit einer Höhe größer als der Spindelradius nicht oder nur schlecht gemäht werden. Längeres Gras muss dann zunächst mit einem gewöhnlichen Sichelmäher vorgemäht werden.